# Reação pericíclica
Em química orgânica, uma reação pericíclica é um tipo de reação orgânica onde o estado de transição da molécula tem uma geometria cíclica, e a reação progride em um modo dito "concertado". Reações pericíclicas são geralmente reações de "rearranjo". 

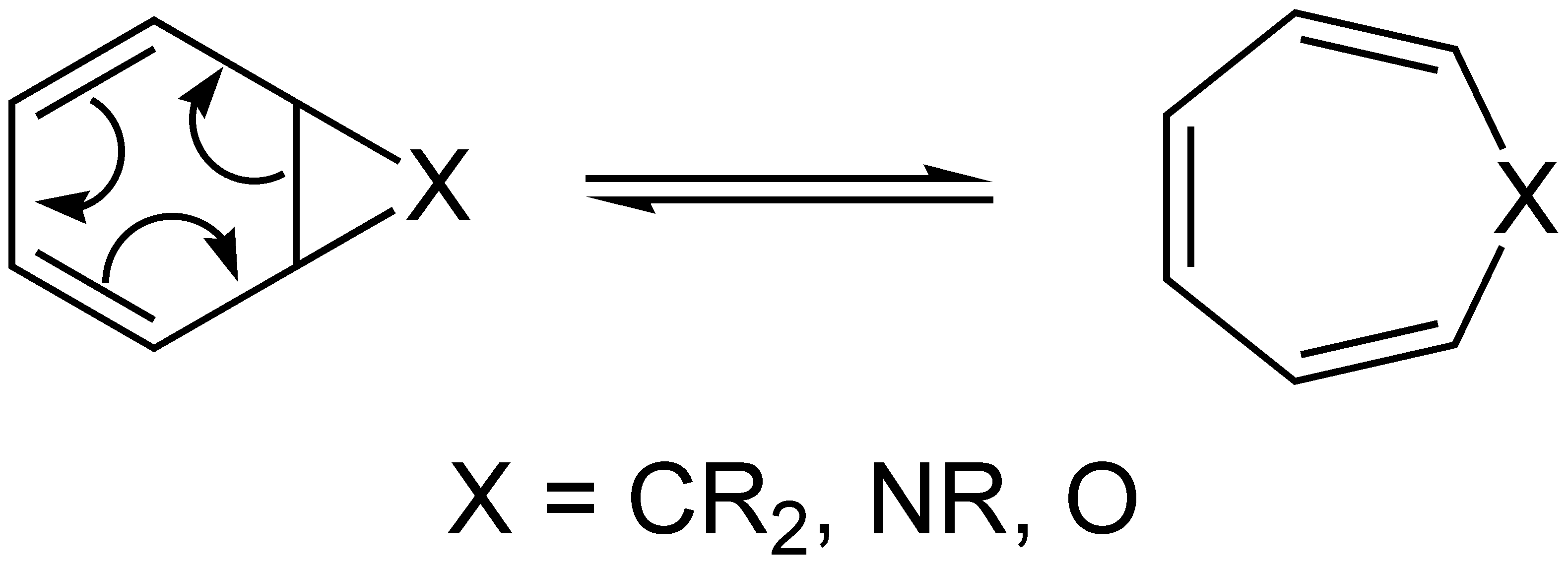
Exemplo de uma reação pericíclica, o rearranjo de cicloexatrieno em norcaradieno.

As principais classes de reações pericíclicas são:

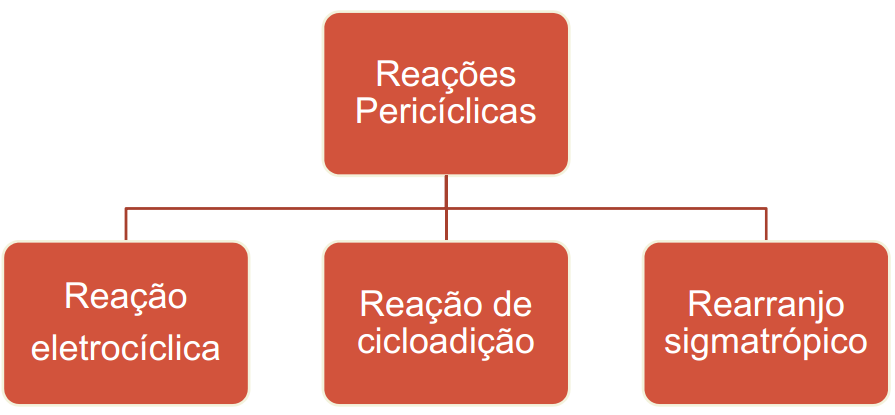
Principais reações pericíclicas.

- Reações eletrocíclicas
- Cicloadições
- Reações sigmatrópicas
- Reações de transferência de grupo
- Reações quelotrópicas
- Reações diotrópica